# Mehmet Batdal
Mehmet Batdal est un footballeur turc né le 24 février 1986 à Izmir.

## Carrière en club

### Bucaspor
Mehmet Batdal faits ses débuts au football dans le centre de formation de Bucaspor en 1999. Il commence sa carrière professionnelle en 2005 dans ce même club. Jugé inexpérimenté, il fut prêté à Altay en 2008. Après un exercice plutôt réussi, il retourna à Bucaspor et aide les siens à devenir champion de troisième division turc. En 2009, il est l'élément essentiel de son entraineur pour gagner la seconde division turc et enfin accéder en Super Lig. Cette même année il termine meilleur buteur avec 16 réalisations. Cela a attiré le regard de plusieurs grand club turcs et européens. Mais c'est finalement Galatasaray qui empoche la mise.

### Galatasaray
Le 15 mai 2010, Mehmet Batdal est officiellement à Galatasaray. Le prix de son transfert n'a pas été cité. Il signe un contrat de quatre ans avec le club. Il joue son premier match officiel le 28 juillet 2010 contre OFK Belgrade. Il marque son premier but sous le maillot rouge et jaune ainsi que son premier but européen lors du match retour le 5 aout 2010.

### Konyaspor
Au 31 janvier 2011, dernier jour du mercato d'hiver, le joueur est prêté au club de Konyaspor jusqu'à la fin de la saison.

### Karabükspor
Lors du mercato d'été, il part une nouvelle fois en prêt au K.D.Ç. Karabükspor où il jouera 9 matchs et marquera 1 but face à Orduspor.

### Galatasaray
Il sera écarté du groupe professionnel par Bülent Korkmaz et sera rappelé au club à la demande de Fatih Terim. Il aura eu une grosse occasion d'enfin briller sous les couleurs rouge et jaune à la 32e journée face au Trabzonspor où il entrera en jeu en fin de partie et aura l'occasion de donner la victoire à la dernière minute mais il ratera une action toute faite et attirera quelques critiques sur lui.

### Bucaspor
L'attaquant est prêté en août lors du mercato d'été à son club formateur, avec une option d'achat.

## Palmarès
- Champion de Turquie de D3 en 2009
- Champion de Turquie de D2 en 2010
- Champion de Turquie en 2012
- Finaliste de la Coupe de Turquie : 2017

### Distinctions personnelles
- Meilleur buteur de seconde division turque en 2010
- Révélation de seconde division turque en 2010

## Carrière en sélection
Mehmet Batdal commence sa carrière internationale en 2006 chez les U-21 de Turquie. Il y joue deux ans. Il ne compte pas de sélection avec l'équipe nationale turque.

## Statistiques détaillées
Dernière mise à jour le 5 avril 2013.
| Saison              | Club                      | Total  | Total | Championnat | Championnat | Championnat | Coupe d'Europe | Coupe d'Europe | Coupe d'Europe | Coupes nationales | Coupes nationales |
| Saison              | Club                      | Matchs | Buts  | Division    | Matchs      | Buts        | Type           | Matchs         | Buts           |                   |                   |
| Saison              | Club                      | Matchs | Buts  | Division    | Matchs      | Buts        | Type           | Matchs         | Buts           | Matchs            | Buts              |
| ------------------- | ------------------------- | ------ | ----- | ----------- | ----------- | ----------- | -------------- | -------------- | -------------- | ----------------- | ----------------- |
| 2005-2006           | Bucaspor                  | 21     | 2     | Lig B       | 21          | 2           | -              | -              | -              | -                 | -                 |
| 2006-2007           | Bucaspor                  | 20     | 5     | Lig B       | 16          | 5           | -              | -              | -              | 4                 | 0                 |
| 2007-2008           | Bucaspor                  | 12     | 9     | TFF 2. Lig  | 12          | 9           | -              | -              | -              | -                 | -                 |
| 2007-2008           | Altay SK (prêt)           | 10     | 1     | 1. Lig      | 10          | 1           | -              | -              | -              | -                 | -                 |
| 2008-2009           | Bucaspor                  | 30     | 7     | TFF 2. Lig  | 30          | 7           | -              | -              | -              | -                 | -                 |
| 2009-2010           | Bucaspor                  | 32     | 18    | 1. Lig      | 30          | 16          | -              | -              | -              | 2                 | 2                 |
| 2010-Janv.2011      | Galatasaray               | 8      | 1     | Super Lig   | 6           | 0           | C3             | 2              | 1              | 1                 | 0                 |
| Janv.2011-Juin.2011 | Konyaspor (prêt)          | 3      | 0     | Super Lig   | 3           | 0           | -              | -              | -              | -                 | -                 |
| 2011-Janv.2012      | K.D.Ç. Karabükspor (prêt) | 9      | 1     | Super Lig   | 9           | 1           | -              | -              | -              | -                 | -                 |
| Janv.2012-Juin.2012 | Galatasaray               | 1      | 0     | Super Lig   | 1           | 0           | -              | -              | -              | -                 | -                 |
| 2012-               | Bucaspor (prêt)           | 25     | 9     | 1. Lig      | 25          | 9           | -              | -              | -              | -                 | -                 |
| 2005-               | Total                     | 171    | 53    | -           | 163         | 50          | -              | 2              | 1              | 7                 | 2                 |